# 广东螺序草
广东螺序草（学名：Spiradiclis guangdongensis）为茜草科螺序草属下的一个种。其种加词“guangdongensis”意为“广东的”。